# Netzach-Jehuda-Bataillon

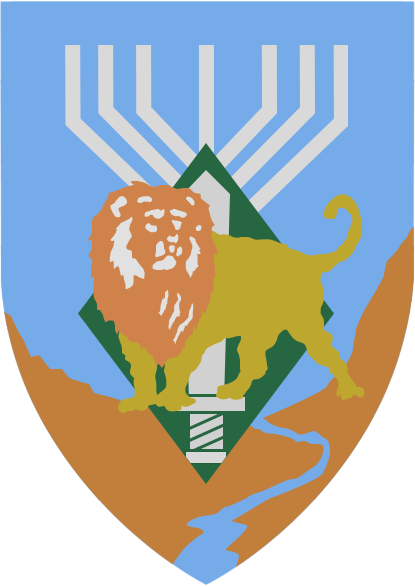
Wappen des Battalions

Das 97. Netzach-Jehuda-Bataillon (englisch Netzah Yehuda Battalion, hebräisch גדוד נצח יהודה Gdud Netzach Jehuda), früher ha-Nachal ha-Charedi (הנחל החרדי), ist ein Bataillon der Kfir-Brigade der Israelischen Verteidigungsstreitkräfte. „Netzah Jehuda“ bedeutet übersetzt „Ewiges Judäa“, kann aber auch als „Judahs Ewigkeit“ übersetzt werden. Das Bataillon rekrutiert strengreligiöse jüdische Soldaten, vor allem Haredi-Juden aus den Chabad-Lubawitsch- und Breslev-Bewegungen sowie junge Männer aus der religiös-zionistischen Bewegung, wie der Chardal-Bewegung, und Freiwillige aus dem Ausland aus verschiedenen jüdischen Gemeinden auf der ganzen Welt. Gegründet 1999 mit gerade einmal 30 Soldaten, war Netzah Yehuda 2012 das größte Bataillon Zahals mit fast 700 Soldaten, inklusive vier Kompanien und einer Elite-Einheit. Das Bataillon war ursprünglich im besetzten palästinensischem Territorium Westjordanland (israelische Bezeichnung Judäa und Samaria) stationiert, doch Ende 2022 wurde es nach Nordisrael verlegt; es war 2024 auch am Krieg im Gazastreifen beteiligt. Das Netzach-Jehuda-Bataillon wurde mit Rechtsextremismus und Gewalt gegen palästinensische Zivilisten in Verbindung gebracht.

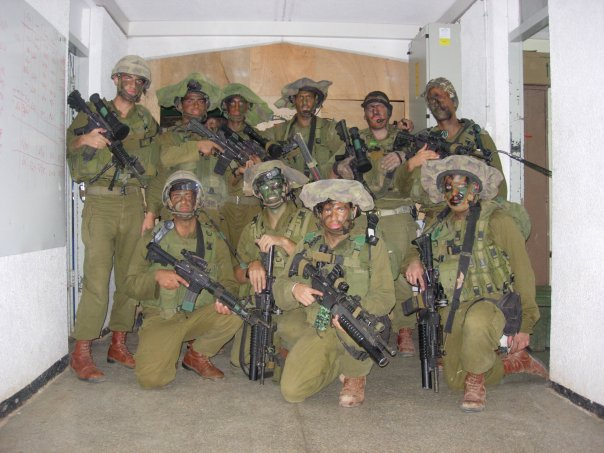
Soldaten des Netzach-Jehuda-Bataillons mit Mitznefet-Helm

## Geschichte
Eine der treibenden Kräfte hinter der Gründung der Einheit „Nahal Haredi“ 1999 war der haredische Pädagoge Rabbi Yitzhak Bar Chaim. Zu dieser Zeit arbeitete Rabbi Bar Chaim mit haredischen Jugendlichen, die durch das Raster des Jeschiwa-Systems fielen. Aufgrund ihres fehlenden Militärdienstes und in den meisten Fällen auch ohne vermarktbare Fähigkeiten waren sie praktisch von einer Erwerbstätigkeit ausgeschlossen. Die „Netzah Yehuda“ wurde als eine gemeinnützige Organisation gegründet, als offizielle Verbindung zur israelischen Armee und zum Verteidigungsministerium, mit damals dreißig Rekruten. Die Zahl stieg in den Folgejahren dramatisch an. Obwohl der ursprüngliche Grund für „Nahal Haredi“ das Problem der Haredi-Jugend war, wurden bald auch religiös-nationale Juden (Dati Leumi) als Rekruten aufgenommen, von denen viele radikal-ideologische Siedler aus dem Westjordanland sind.
Das Militär richtete die Rahmenbedingungen des Netzah-Yehuda-Bataillons so ein, dass es Haredi-Juden, von denen die meisten vom Militärdienst befreit sind, entgegenkam, um sie so in eine Kampfeinheit einzuziehen. Zu diesem Zweck gestaltete das Militär die Einheit so, dass sie ihren religiösen Überzeugungen entsprach, einschließlich verschiedener religiöser Speisevorschriften, und indem Frauen und Säkularen nicht erlaubt wurde, in der Einheit zu dienen. Einheitsangehörige sind ausschließlich Männer. Um die Geschlechtertrennung aufrechtzuerhalten und als unangemessen erachtete Interaktionen zwischen Männern und Frauen zu verhindern, dürfen sich unter den Frauen auf den Stützpunkten von Netzah Yehuda nur verheiratete Soldaten- und Offiziersfrauen aufhalten.
Das Motto der Einheit ist „We haja mechanecha kadosch“, zu Deutsch: „und dein Lager soll heilig sein“, ein Satz aus der Torah.
2005 wurde die Einheit Teil der neuen Infanterie-Brigade Kfir. Laut der Website der Netzah-Yehuda-Vereinigung, einer in den USA ansässigen Organisation, die die Soldaten des Bataillons materiell unterstützt, operierte die Einheit in den Gebieten Ramallah und Dschenin, zwei großen palästinensischen Städten im Westjordanland, die unter der Kontrolle der Palästinensischen Autonomiebehörde stehen, in denen jedoch regelmäßig israelische Militäreinsätze stattfinden. 2013 war die zu dem Zeitpunkt im Raum von Dschenin operierende Einheit auf knapp tausend Soldaten angewachsen und die einzige Einheit in der israelischen Armee, in der Ultraorthodoxe dienten. Es entwickelte sich zur Anlaufstelle von Rechtsextremen, deren Dienst in anderen Einheiten der israelischen Streitkräfte abgelehnt worden war. Angehörige des Netzach-Jehuda-Bataillons waren an mehreren Fällen von Misshandlungen von Palästinensern beteiligt, die auch zum Tode von Zivilisten führten.
Ende 2022 wurde das Bataillon auf die Golanhöhen verlegt, um Kontakte zu Palästinensern zu vermindern. Im März 2024 wurde das Bataillon während des Krieges in Gaza im nördlichen Gazastreifen eingesetzt.

## Sanktionen
Zwischen 2015 und 2022 begingen zahlreiche Soldaten des Bataillons Morde, Schläge, körperliche und sexuelle Folter und Misshandlungen, in der Regel unter Verletzung israelischer Militärgesetze und -vorschriften. In diesem Zeitraum töteten Soldaten des Bataillons drei Palästinenser – Iyad Zakariya Hamed (38), Qassem Abbasi (16) und Omar Assad (78). Der 78-jährige wurde nach einer Straßenkontrolle am 12. Januar 2022 geschlagen und dann mit verbundenen Augen, gefesselt und geknebelt und bei winterlichen Temperaturen auf einer Baustelle liegen gelassen. Da Assad neben der palästinensischen auch die US-amerikanische Staatsbürgerschaft besaß, wurden die USA auf den Fall aufmerksam und leiteten eine strafrechtliche Untersuchung ein. Zwei untergebene Offiziere erhielten sehr leichte Strafen für den Tod des 78-jährigen, eine rein symbolische Strafe erhielt der Bataillonskommandant.
Die wiederholten Menschenrechtsverletzungen durch Soldaten des Netzach-Jehuda-Bataillons, insbesondere nach dem Tod Assads, haben zu einer wachsenden Forderung israelischer Journalisten und Redaktionen – und sogar innerhalb des israelischen Militärs selbst – nach der Auflösung der Einheit geführt.
Einem Bericht der in Washington ansässigen Menschenrechtsorganisation DAWN zufolge wurde der Kommandeur der Einheit zum Zeitpunkt der Ermordung von Omar Assad, Oberstleutnant Mati Shevach, später zum stellvertretenden Kommandeur der Kfir-Brigade befördert, dem das Netzah-Yehuda-Bataillon untersteht.
2022 begannen Ermittlungen von US-Behörden wegen möglicher Menschenrechtsverletzungen durch Angehörige des Bataillons.
2024 wurde bekannt, dass die US-Regierung Sanktionen gegen das Netzach-Jehuda-Bataillon plante. Dabei ist mit dem Begriff „Sanktionen“ lediglich die Umsetzung des Leahy-Gesetz gemeint. Das Leahy-Gesetz, nach dem US-Senator Patrick Leahy benannt und 1997 beschlossen, verbietet es, US-Mittel für die Unterstützung von Einheiten ausländischer Sicherheitskräfte zu verwenden, wenn glaubwürdige Informationen vorliegen, dass diese Einheit in grobe Menschenrechtsverletzungen verwickelt ist. US-Außenminister Antony Blinken erklärte am 22. April 2024, dass Untersuchungen in solchen Fällen mit großer Sorgfalt durchzuführen seien. Es gebe diesbezüglich auch keine Doppelmoral bezüglich Israel.
Der israelische Ministerpräsident Benjamin Netanjahu und Kriegskabinettsmitglied Benny Gantz kritisierten mögliche Sanktionen für eine Einheit der israelischen Streitkräfte scharf. Der rechtsextreme Sicherheitsminister Itamar Ben-Gvir erklärte, er könne das Bataillon in die israelische Polizei integrieren, und der rechtsextreme Finanzminister Bezalel Smotrich bezeichnete Sanktionen gegen israelische Militäreinheiten als „vollkommen verrückt“ –
beide Minister gehören der religiösen Siedlerbewegung an.
Das Außenministerium der Vereinigten Staaten erklärte schließlich, dass bei fünf Einheiten der israelischen Streitkräfte und einer Polizeieinheit schwere Menschenrechtsverstöße vor dem Angriff der Hamas auf Israel 2023 festgestellt worden seien. Während bei den anderen Einheiten Schritte zur Abhilfe eingeleitet worden seien, sei dies beim Netzach-Jehuda-Bataillon nicht der Fall. Aufgrund einer Vereinbarung zur militärischen Zusammenarbeit aus 2018 würde Israel zusätzliche Zeit zur Antwort eingeräumt. Leahy-Sanktionen seien aber weiter möglich.
Im August 2024 nahm Blinken die Androhung der Sanktion zurück.

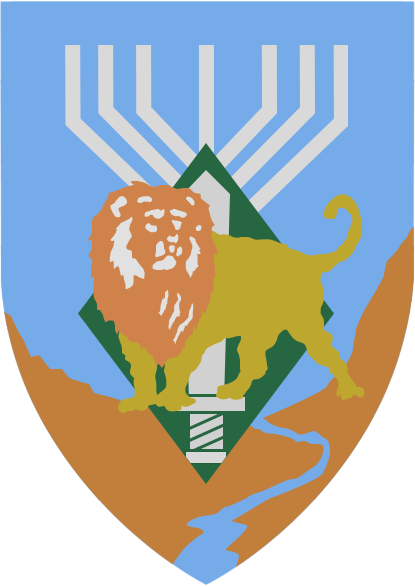
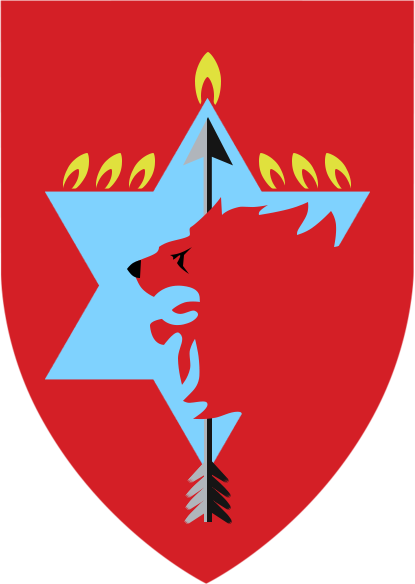